# Mecynargus
Mecynargus és un gènere d'aranyes araneomorfes de la subfamília Erigoninae, dins de la família Linyphiidae. Es poden trobar a la zona holàrtica.
Fou descrit per primera vegada per  C. Chyzer i Władysław Kulczyński l'any 1894.

## Llista d'espècies
Segons The World Spider Catalog 12.0:
- Mecynargus asiaticus Tanasevitch, 1989 – Kirguizstan
- Mecynargus borealis (Jackson, 1930) – Canadà, Nord d'Europa, Rússia (Sibèria)
- Mecynargus brocchus (L. Koch, 1872) – Europa
- Mecynargus hypnicola Eskov, 1988 – Rússia
- Mecynargus longus (Kulczyński, 1882) (Espècie tipus) – Est d'Europa
- Mecynargus minutipalpis Gnelitsa, 2011 – Ucraïna, Rússia
- Mecynargus minutus Tanasevitch, 2013 – Rússia
- Mecynargus monticola (Holm, 1943) – Suècia, Finlàndia, Rússia, Mongòlia, Canadà
- Mecynargus morulus (O. Pickard-Cambridge, 1873) – Groenlàndia, Paleàrtic
- Mecynargus paetulus (O. Pickard-Cambridge, 1875) – USA (Alaska), Canadà, Europa, Rússia
- Mecynargus pinipumilis Eskov, 1988 – Rússia
- Mecynargus pyrenaeus (Denis, 1950) – França
- Mecynargus sphagnicola (Holm, 1939) – Groenlàndia, Escandinàvia, Rússia, Mongòlia, Canadà
- Mecynargus tundricola Eskov, 1988 – Rússia (Europea, Sibèria)
- Mecynargus tungusicus (Eskov, 1981) – Rússia, Kirguizstan, Xina, Canadà